# Boué
Pour l’article ayant un titre homophone, voir Bouée.
Pour les articles homonymes, voir Boué (homonymie).
Boué est une commune française située dans le département de l'Aisne en région Hauts-de-France.

## Géographie

### Hydrographie

#### Réseau hydrographique
La commune est traversée par la ligne de partage des eaux entre les bassins hydrographiques Artois-Picardie et Seine-Normandie. Elle est drainée par le Morteau, le cours d'eau 01 de la commune de Bouée, le cours d'eau 01 de la commune de Neuville-lès-Dorengt, le cours d'eau 01 de la Croisée Cauchy, le cours d'eau 03 de la commune de Bouée, le ruisseau des Vannois, l'Erresy et divers autres petits cours d'eau.
Le Morteau, d'une longueur de 23 km, prend sa source dans la commune de La Flamengrie et se jette  dans le Noirrieu à Étreux, après avoir traversé six communes. Les caractéristiques hydrologiques du Morteau sont données par la station hydrologique située sur la commune du Le Nouvion-en-Thiérache. Le débit moyen mensuel est de 0,283 m3/s. Le débit moyen journalier maximum est de 4,57 m3/s, atteint lors de la crue du 4 janvier 1991. Le débit instantané maximal est quant à lui de 6,12 m3/s, atteint le même jour.

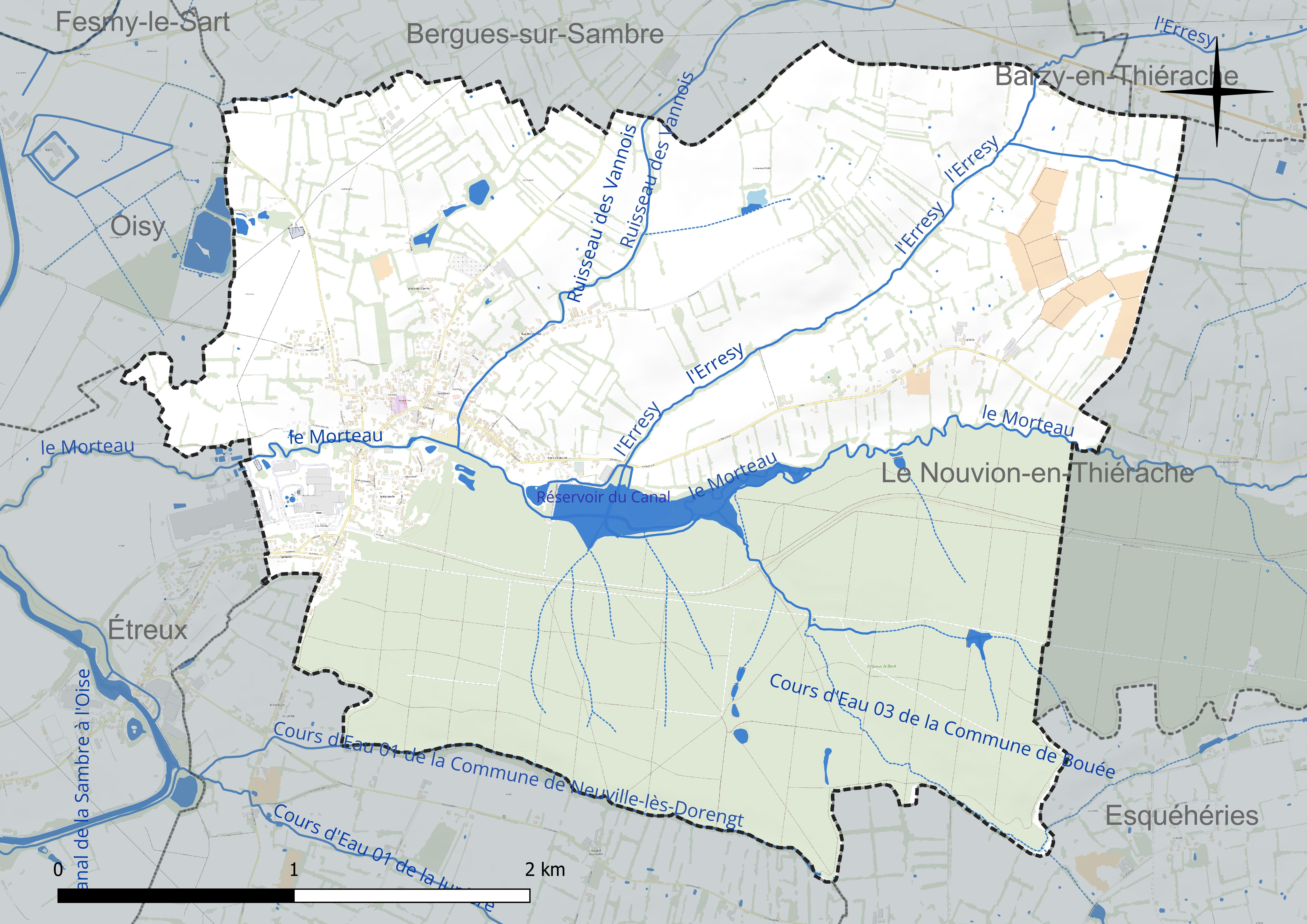
Réseau hydrographique de Boué.

Un plan d'eau complète le réseau hydrographique : le réservoir du Canal (14,6 ha),.

#### Gestion et qualité des eaux
Le territoire communal est couvert par le schéma d'aménagement et de gestion des eaux (SAGE) « Sambre ». Ce document de planification concerne un territoire de 1 253 km2 de superficie, délimité par le bassin versant de la Sambre. Le périmètre a été arrêté le 1er novembre 2003 et le SAGE proprement dit a été approuvé le 21 septembre 2012, puis modifié le 18 août 2022. La structure porteuse de l'élaboration et de la mise en œuvre est le syndicat mixte du Parc naturel régional de l'Avesnois.
La qualité des cours d'eau peut être consultée sur un site dédié géré par les agences de l'eau et l'Agence française pour la biodiversité.

### Climat
Pour des articles plus généraux, voir Climat des Hauts-de-France et Climat de l'Aisne.
En 2010, le climat de la commune est de type climat des marges montargnardes, selon une étude du CNRS s'appuyant sur une série de données couvrant la période 1971-2000. En 2020, Météo-France publie une typologie des climats de la France métropolitaine dans laquelle la commune est exposée à un climat océanique altéré et est dans la région climatique Nord-est du bassin Parisien, caractérisée par un ensoleillement médiocre, une pluviométrie moyenne régulièrement répartie au cours de l'année et un hiver froid (3 °C).
Pour la période 1971-2000, la température annuelle moyenne est de 9,9 °C, avec  une amplitude thermique annuelle de 15,1 °C. Le cumul annuel moyen de précipitations est de 821 mm, avec 12,6 jours de précipitations en janvier et 9,2 jours en juillet. Pour la période 1991-2020 la température moyenne annuelle observée sur la station météorologique la plus proche, située sur la commune de Saint-Hilaire-sur-Helpe à 20 km à vol d'oiseau, est de 10,5 °C et le cumul annuel moyen de précipitations est de 802,4 mm,. Pour l'avenir, les paramètres climatiques de la commune estimés pour 2050 selon différents scénarios d'émission de gaz à effet de serre sont consultables sur un site dédié publié par Météo-France en novembre 2022.

## Urbanisme

### Typologie
Au 1er janvier 2024, Boué est catégorisée bourg rural, selon la nouvelle grille communale de densité à 7 niveaux définie par l'Insee en 2022.
Elle appartient à l'unité urbaine d'Étreux, une agglomération intra-départementale dont elle est ville-centre,. Par ailleurs la commune fait partie de l'aire d'attraction du Nouvion-en-Thiérache, dont elle est une commune du pôle principal,. Cette aire, qui regroupe 12 communes, est catégorisée dans les aires de moins de 50 000 habitants,.

### Occupation des sols
L'occupation des sols de la commune, telle qu'elle ressort de la base de données européenne d'occupation biophysique des sols Corine Land Cover (CLC), est marquée par l'importance des territoires agricoles (54 % en 2018), en diminution par rapport à 1990 (55,1 %). La répartition détaillée en 2018 est la suivante : 
prairies (46,2 %), forêts (34,3 %), terres arables (7,8 %), zones urbanisées (7,4 %), milieux à végétation arbustive et/ou herbacée (3,1 %), zones industrielles ou commerciales et réseaux de communication (1,1 %).
L'évolution de l'occupation des sols de la commune et de ses infrastructures peut être observée sur les différentes représentations cartographiques du territoire : la carte de Cassini (XVIIIe siècle), la carte d'état-major (1820-1866) et les cartes ou photos aériennes de l'IGN pour la période actuelle (1950 à aujourd'hui).

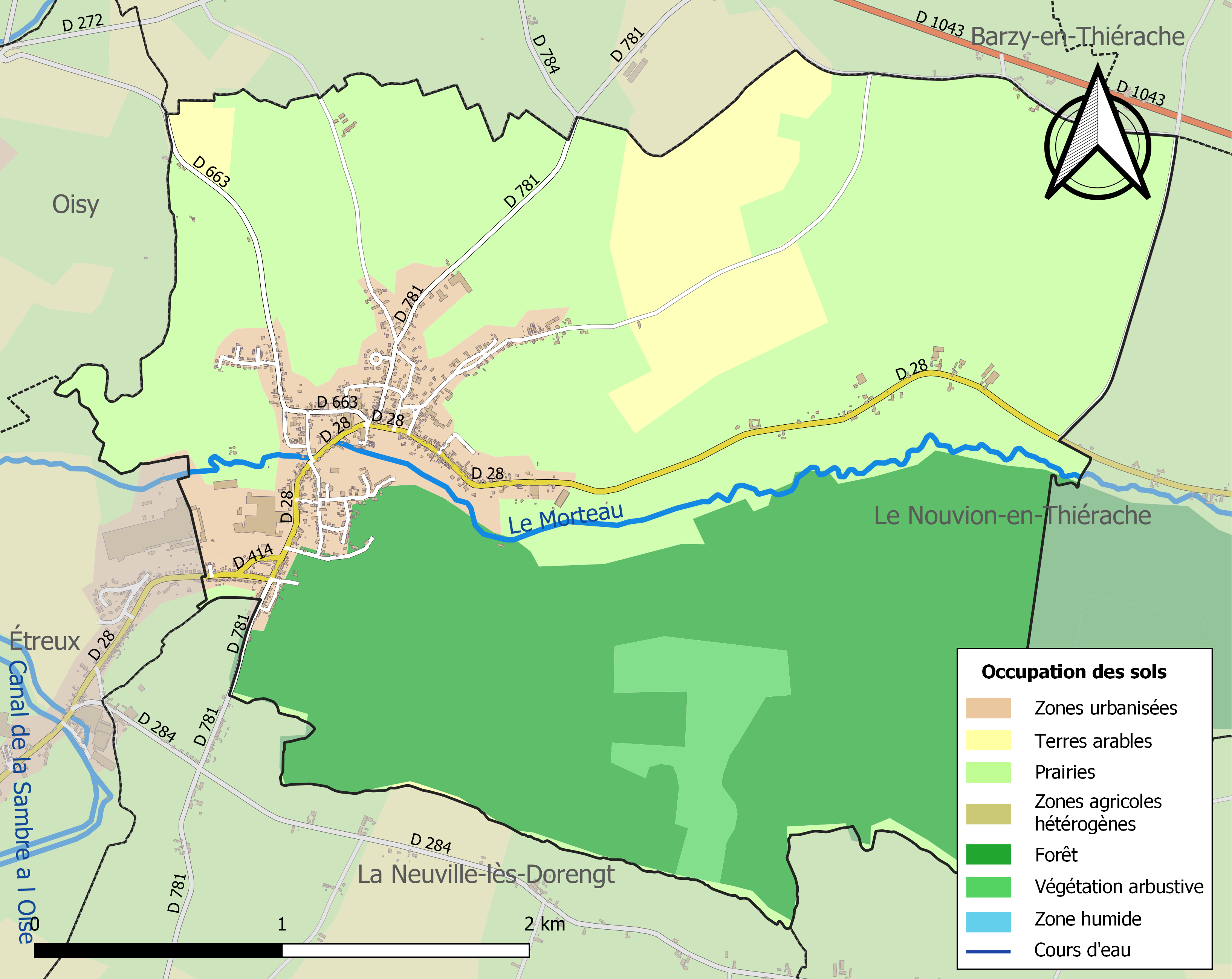
Carte des infrastructures et de l'occupation des sols de la commune en 2018 (CLC).

## Toponymie
Attestée sous les formes Bonum vadum en 1227, Bonwez et Bonweis 1233, Bouweis 1306, Bouwes en 1335, Boues en 1406, Bouez en 1496.
Bonum vadum en 1227 se traduit par « le bon gué, (c'est-à-dire le gué facilement praticable) ». En picard, le mot gué se dit wé.

## Politique et administration

### Découpage territorial
La commune de Boué est membre de la communauté de communes de la Thiérache du Centre, un établissement public de coopération intercommunale (EPCI) à fiscalité propre créé le 31 décembre 1992 dont le siège est à La Capelle. Ce dernier est par ailleurs membre d'autres groupements intercommunaux.
Sur le plan administratif, elle est rattachée à l'arrondissement de Vervins, au département de l'Aisne et à la région Hauts-de-France. Sur le plan électoral, elle dépend du  canton de Guise pour l'élection des conseillers départementaux, depuis le redécoupage cantonal de 2014 entré en vigueur en 2015, et de la troisième circonscription de l'Aisne  pour les élections législatives, depuis le dernier découpage électoral de 2010.

### Administration municipale
| Période                                  | Période                       | Identité       | Étiquette | Qualité |
| ---------------------------------------- | ----------------------------- | -------------- | --------- | --- |
| avant 1875                               | après 1876                    | Caudron        |           | |
| Les données manquantes sont à compléter. |                               |                |           | |
| mars 2001                                | novembre 2018                 | Thierry Thomas | PS        | Professeur Conseiller général du Nouvion-en-Thiérache (2004 → 2015) Député suppléant de Jean-Louis Bricout (2012 → 2017) |
| novembre 2018                            | En cours (au 11 juillet 2020) | Éric Donnay    | DVD       | Conseiller régional Réélu pour le mandat 2020-2026                                                                       |

La mairie est ouverte chaque jour de 8 h 45 à 17 h 45. La commune de Boué compte une école maternelle (dont la fermeture d'une classe a été évitée durant l'année 2008) et une école primaire. On peut y trouver aussi un bureau de poste.
Il y a plusieurs années, Boué comptait encore quelques banques.

## Démographie
L'évolution du nombre d'habitants est connue à travers les recensements de la population effectués dans la commune depuis 1793. Pour les communes de moins de 10 000 habitants, une enquête de recensement portant sur toute la population est réalisée tous les cinq ans, les populations de référence des années intermédiaires étant quant à elles estimées par interpolation ou extrapolation. Pour la commune, le premier recensement exhaustif entrant dans le cadre du nouveau dispositif a été réalisé en 2006.

En 2022, la commune comptait 1 316 habitants, en stagnation par rapport à 2016 (Aisne : −1,97 %, France hors Mayotte : +2,11 %).
| 1793  | 1800  | 1806  | 1821  | 1831  | 1836  | 1841  | 1846  | 1851  |
| ----- | ----- | ----- | ----- | ----- | ----- | ----- | ----- | ----- |
| 1 187 | 1 052 | 1 247 | 1 288 | 1 434 | 1 340 | 1 385 | 1 368 | 1 341 |

| 1856  | 1861  | 1866  | 1872  | 1876  | 1881  | 1886  | 1891  | 1896  |
| ----- | ----- | ----- | ----- | ----- | ----- | ----- | ----- | ----- |
| 1 292 | 1 257 | 1 289 | 1 187 | 1 226 | 1 314 | 1 401 | 1 517 | 1 595 |

| 1901  | 1906  | 1911  | 1921  | 1926  | 1931  | 1936  | 1946  | 1954  |
| ----- | ----- | ----- | ----- | ----- | ----- | ----- | ----- | ----- |
| 1 565 | 1 448 | 1 329 | 1 036 | 1 026 | 1 017 | 1 111 | 1 074 | 1 126 |

| 1962  | 1968  | 1975  | 1982  | 1990  | 1999  | 2006  | 2011  | 2016  |
| ----- | ----- | ----- | ----- | ----- | ----- | ----- | ----- | ----- |
| 1 372 | 1 224 | 1 493 | 1 455 | 1 369 | 1 288 | 1 276 | 1 276 | 1 316 |

| 2021  | 2022  | - | - | - | - | - | - | - |
| ----- | ----- | - | - | - | - | - | - | - |
| 1 324 | 1 316 | - | - | - | - | - | - | - |

## Culture locale et patrimoine

### Lieux et monuments

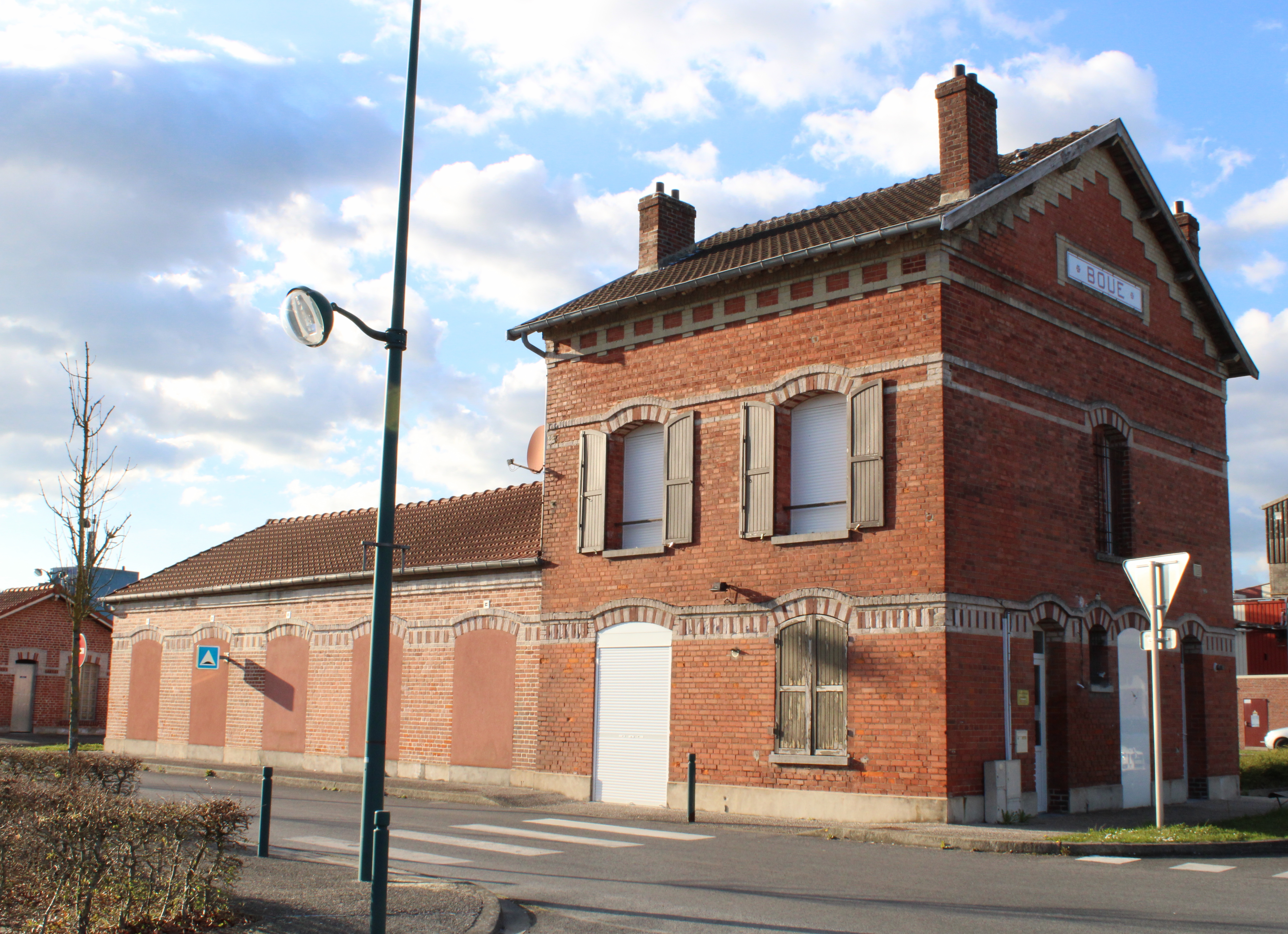
Ancienne gare en 2019.

- Ancienne gare de la ligne de Busigny à Hirson.

### Personnalités liées à la commune
- Albert Hauet, industriel, député et maire de Boué.
- Pierre -Joachim Dormay (1754-1833), député à la convention et au conseil des cinq-cents[33]
- Jacques Philippe Desemery (1775-1814) général de l'empire, tué à Arcis sur Aube[34]

### Héraldique
| Blason de Boué | Blason  | De gueules à la barre d'or. Ornements extérieursCroix de guerre 1914-1918                                          |
| Blason de Boué | Détails | Blason identique à la commune limitrophe du Nouvion-en-Thiérache. Le statut officiel du blason reste à déterminer. |

## Pour approfondir